# Mateo Vilagrasa
Mateo Vilagrasa, pintor español, nacido el 12 de mayo de 1944 en San Rafael del Maestrazgo; muere el 16 de noviembre de 2018 en La Cardosa, Lérida.

## Vida
Mateo Vilagrasa nació en 1944 en San Rafael del Maestrazgo, en el levante español. Durante su infancia y juventud se traslada a menudo con sus padres por diversos pueblos del Maestrazgo. Estos cambios de ubicación lo moldean y forman la base de su nomadismo. Su madre, con la que se siente muy cercano, le guía en la búsqueda de sí mismo: «Ella no me dio colores, me enseñó a pintar», escribe más tarde en un homenaje a ella. A los 16 años pinta sus primeros cuadros. A principios de los años sesenta, Vilagrasa abandona España por primera vez y viaja a París y Alemania. Allí entra en contacto con los expresionistas alemanes Pechstein, Nolde, Beckmann y el expresionismo abstracto de Pollock. Al año siguiente se matricula en la Escuela de Bellas Artes Sant Jordi de Barcelona. Dos años más tarde abandona sus estudios y España, decisión determinada por el régimen franquista. Vía París, viaja de nuevo a Alemania. Frankfurt se convierte en su ciudad de residencia, desde allí explora Europa. Estancias en Suecia, Holanda y Finlandia, un año en Italia y Grecia. 1971 Vilagrasa vuelve a Frankfurt donde permanece unos años. Estudia grabado, litografía y fotografía, es miembro de la BBK (Asociación Profesional de Artistas Visuales) y cofundador del colectivo de arte de Frankfurt. Junto con el pintor germano-israelí Max Weinberg comparte un estudio cedido por el BBK en el Karmeliter Kloster y se dedica a la investigación intensiva de materiales, resinas, pigmentos minerales, metacrilato, fibra de vidrio y otros. Durante el período en Frankfurt, crea una fecunda obra artística, atrayendo la atención de coleccionistas y galeristas. En 1976 Vilagrasa regresa a España, vive en Nerja e Ibiza y realiza una estancia de seis meses en Marrakech. Se instala en Vinaroz y en 1978 se traslada a Barcelona en un gran estudio frente al mar, una antigua fábrica en el barrio del Poble Nou, donde desarrolla nuevas formas, su pintura toma un giro que puede describirse como urbano. Realiza frecuentes viajes a Frankfurt, Múnich, Marrakech y Essaouira. En 2005 Vilagrasa se traslada a Vila-rodona, en Tarragona. En agosto del 2006 una desafortunada caída lo deja tetrapléjico. Le siguen años en el Hospital Valle de Hebrón y en el Instituto Guttmann de Barcelona. En el 2009 Mateo Vilagrasa se instala en La Cardosa (Lleida), donde vive junto con su mujer y compañera, la artista Montse Gomis. En 2018, a la edad de 74 años, muere en La Cardosa, España.

## Obra

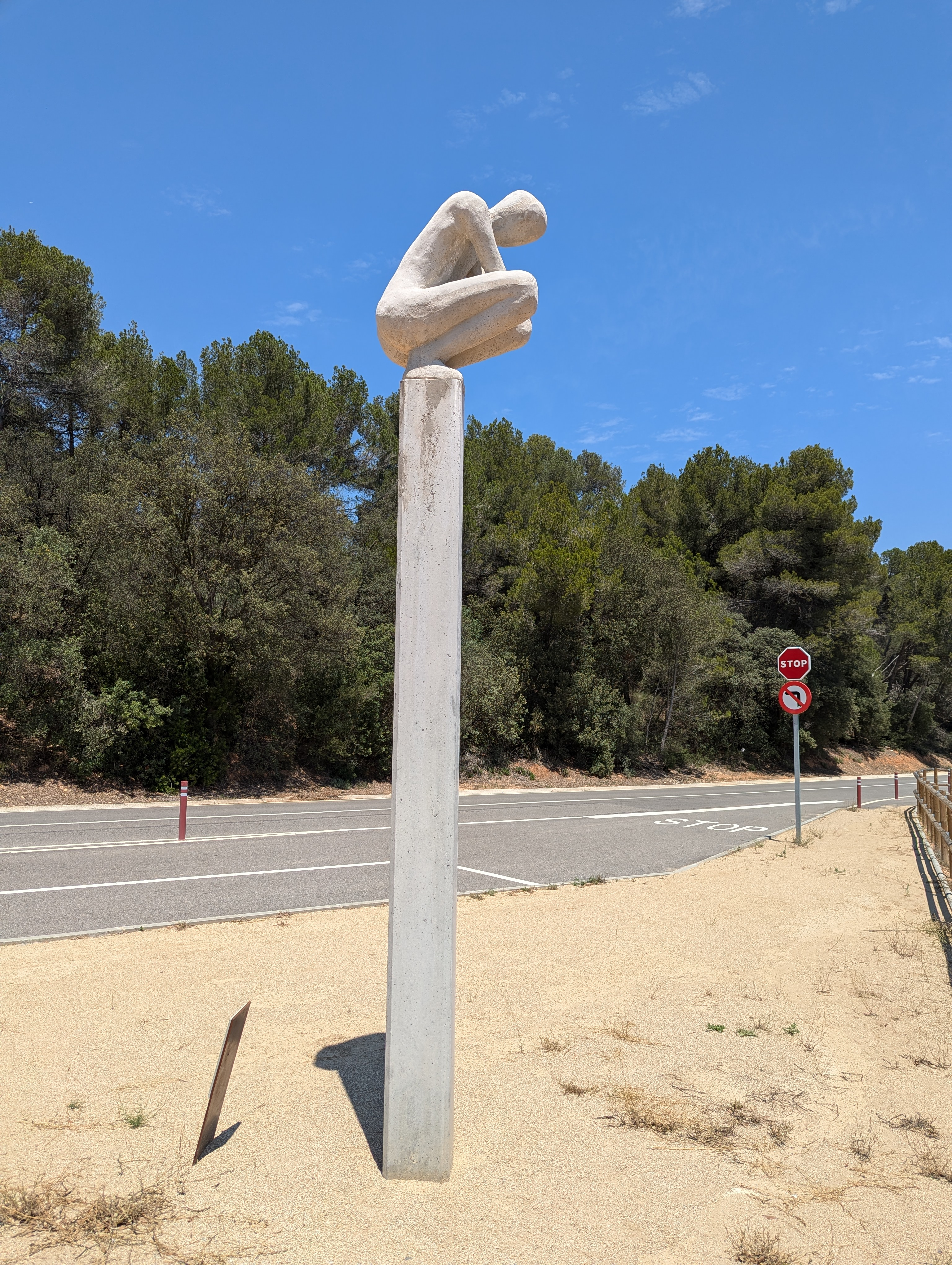
Mateo Vilagrasa. Estilita

Sus primeras obras se encuentran entre la figuración y la abstracción. Le sigue una época donde une conceptualismo y materia. A mediados de los 80 pinta paisajes urbanos, son espacios en torno a una idea, donde las líneas construyen y el color toma protagonismo, disecciona la anatomía helada de una ciudad, convertida en frontera de sí misma. En los 90 la serie Europa irrumpe con sus perspectivas y espacios que se expanden, donde la expresión se templa con el rigor conceptual. A finales de los 90 e inicios del 2000, Vilagrasa, con el mural Conservatory del hotel Arts, inicia su serie Sedimentos, su pintura adquiere una apariencia monocroma, el reposo de los pigmentos permite ver los colores más pesados a través de los más leves, donde la huella de la mano desaparece. Maneja el color con tal precisión en la gama y el matiz, con tal sutilidad en el ritmo, con tanta riqueza en la vibración y a la vez con tal derroche de sensibilidad, donde prevalece la búsqueda de la armonía y la luz.
Rafael Argullol, escritor y filósofo dice de Mateo Vilagrasa: «Apenas estamos acostumbrados a la confluencia de pintura y conocimiento, o, para ser más exactos, a la simbiosis entre el pintor y el pensador».

A lo largo de su nomadismo realiza 36 libros de artista, son la esencia de su obra. En su recorrido lo acompañan siempre sus cuadernos de viaje, donde hallamos imágenes y escritos sobre arte, pensamientos, todo lo que acontecía… ("Quaderns i llibres heterònims»). Con este material elabora en La Cardosa, junto con su asistente René Rodríguez, lo que será Libro de libros, edición de dos volúmenes, presentado por Rafael Argullol y editados por la Edt. Jiménez Godoy de Murcia
“Soy un creador que no se especializa ni colabora en la creación de una sociedad unidimensional, ni comercializa su yo. Un yo en constante construcción en consonancia con la vida, con el fluir de la existencia, en el sentido de ir borrando mis huellas porque lo que importa no es la clasificación.” Mateo Vilagrasa
En el 2001 conoce en Frankfurt al director de la Kammeroper de Frankfurt (enlace: www.kammeroper-frankfurt.de), Rainer Pudenz, desde el primer instante hay una corriente recíproca de entendimiento. Nace una gran amistad. En el 2003 colabora en la escenografía de Don Giovanni y a partir de este momento sigue colaborando asiduamente en óperas de la Kammeroper y junto con el músico Andrea Cavallari y Rainer Pudenz realiza un bello montaje escenográfico para el Winterreise, de Robert Schubert, estrenada en 2007, otras actuaciones en 2016 en el Festival Suona Contemporánea en el Museo Bargello de Florencia, reanudación en 2018.

## Exposiciones individuales (selección)
- 1966: Casa de la Cultura, Teruel, España
- 1970: Galerie DIAG, Frankfurt, Alemania
- 1972: Galeria 33, Paris, Francia
- 1972: Galerie Möring, Wiesbaden, Alemania
- 1976: Galería Itxaso, Zaragoza, España
- 1976: Taller de Picasso, Barcelona, España
- 1978: Galería Wynn, Bagur, Gerona, España
- 1981: Galería Brossoli, Barcelona, España
- 1981: Galerie Bunch und Kästner, Frankfurt am Main, Alemania
- 1982: Galerie Magus, Frankfurt am Main, Alemania
- 1990: Centre Cultural „Sa Nostra“, Palma de Mallorca, España
- 1990: Art Cologne, Galerie Hermanns, Köln, Alemania
- 1990: Galerie Hermanns, München, Alemania
- 1992: Galería Trece, Ventalló, Gerona, España
- 1992: Arco 92, Galerie Hermanns, España
- 1993: Galerie Karl Pfefferle, München, Alemania[14]
- 1997: Escultura efímera El Muro, Monte Toro, Menorca, España
- 1998: „Das Ding“, Casal Sollerich, Palma de Mallorca, España
- 1998: Escultura efímera „El Muro“, Plaça Alcalde Marçet, Sabadell, España[15]
- 2001: Galería Isabel de Miguel, München, Alemania
- 2005/1999: Galería Ignacio de Lassaletta, Barcelona, España
- 2008: Exposición Bosque de Estilitas y presentación de la escultura El Estilita, Castell_de_la_Cardosa, España[16]
- 2014/15: „Sedimentos punto cero“ Galería Ignacio de Lassaletta, Barcelona, España[17]
- 2018: "Quaderns i llibres heterònims» y presentación 'Libro de Libros' en IEI, Institut d'Estudis Ilerdencs, Lleida, España[18]
- 2018: «La Luz» y presentación en alemán 'Libro de Libros' en Instituto Cervantes, Frankfurt am Main, Alemania[19]

## Colecciones públicas (selección museos e instituciones)
- Museo de Arte Contemporáneo de Barcelona, España[20]
- Städtische Galerie im Lenbachhaus, München, Alemania
- Museum für Konkrete Kunst, Ingolstadt, Alemania
- Museo de Arte Contemporáneo de Villafamés, Castellón, España
- Museo de Arte Contemporáneo de Nicaragua, Nicaragua
- La Fábrica. Museo de Arte Contemporáneo, Abarca de Campos, España
- Palacio de la Virreina, Barcelona, España

## Corpus literario

### Libros de Mateo Vilagrasa
- Libro de Libros. Editorial Godoy. Murcia 2017.

### Libros y catálogos sobre Mateo Vilagrasa (selección)
- Montse Gomis (Ed.): Mateo Vilagrasa: Poble Nou 1985–1999. Libro de arte. Editorial Godoy. Murcia 1999.
- Casa Elizalde (Ed.): Mateo Vilagrasa: Barcelona, una raó per pintar. Catálogo de la exposición. Barcelona 1986.
- Kammeroper Frankfurt (Ed.): Mateo Vilagrasa: „La Luz“. Catálogo de la exposición. Frankfurt am Main 2018.